# کلتون دیکسون
کلتون دیکسون (به انگلیسی: Colton Dixon) متولد ۱۹ اکتبر ۱۹۹۱ در شهر مورفورس برونو در ایالت تنسی امریکا زندگی می‌کند.
ساز مورد علاقه او پیانو است. او در فصل ۱۰ امریکن ایدل نتوانست به ۲۴ نفر نهایی راه پیدا کند اما در فصل ۱۱ نفر ۷ام شد. او یک آلبوم به نام مسنجر (A Messenge') دارد. آهنگ مورد علاقه او everything است.

## زندگی شخصی
او عاشق ورزش بیسبال است. او یک خواهر دارد به نام اسکایلر و نام دوست دخترش انیه است. آنها تقریباً یک سال است باهم رابطه دارند. کلتون مدل موهای خود را در تابستان هر سال تغییر می‌دهد. به گفته او نمی‌خواهد از کسی الگو بگیرد بیشتر می‌خواهد خودش الگو دیگران باشد. او لباس‌های ارتشی را دوست دارد. رنگ مورد علاقه او مشکی و زرد است. او فیلم بتمن را خیلی دوست دارد. او مسیحی کاتولیک است و فردی مذهبی است چنانچه می‌گوید اگر روزی صلیب همراه خود نداشته باشم بیرون نمی‌روم. به گفته خودش بستنی یکی از دسرهای مورد علاقه اش است. دوست صمیمی او جرارد است که در تنظیم اهنگ‌هایش او را همراهی می‌کند.
| نام     | کلتون دیکسون  |
| ------- | ------------- |
| رنگ چشم | قهوه‌ای روشن   |
| قد      | ۱٫۸۳          |
| دین     | مسیحی کاتولیک |